# 鄰人似銀河
《鄰人似銀河》是雨隠ギド創作的浪漫喜劇日本漫畫，於2020年4月7日起在《good! Afternoon》連載。2022年4月27日，宣佈獲改編為將於2023年首播的電視動畫。2023年1月25日，宣布改編電視劇於同年4月於NHK綜合頻道播出。

## 登場角色
久我一郎（聲：八代拓）
主人公。23歲。獨自撫養著年幼的弟弟妹妹的不暢銷的漫畫家。高中畢業就開始畫漫畫，最初畫少年漫畫，後轉為少女漫畫。在雇五色小姐為助手時觸碰了她身上的刺，因而結成了婚姻的契約，隨之發生了各種奇妙的現象。
五色栞（聲：和久井優）
擁有高超技術的19歲助手少女，從宇宙漂流而來的流星之民的公主。喜歡看少女漫畫，是一郎的漫畫的超級粉絲。因為嚮往自由戀愛而離開父母，在被久我雇為漫畫助手時被他碰觸到了自己身上的刺，締結下了婚姻的契約，並從此開始同居。在同居的過程中逐漸了解一郎的人品而墜入愛河。
久我小町（聲：遠藤璃菜）
一郎的妹妹。善於照顧別人。喜歡占卜，拿手絕活是自創的占卜術。
久我文男（聲：長繩麻理亞）
一郎的弟弟。不擅長與人交流。
指宿千尋（聲：高橋李依）
公寓的住戶之一。一郎的表妹，16歲。
護國正弘（聲：杉田智和）
負責一郎的漫畫編輯。
護國桃香（聲：日笠陽子）
曾經住在一郎公寓的女人，正弘的妻子。
五色都（聲：木曾寬子）

五色健（聲：長野伸二）

五色文（聲：小林里美）

佐野優大（聲：福山潤）

馬門紅葉（聲：松井惠理子）

古牧京吾（聲：花井美春）

## 出版書籍
| 卷數 | 講談社        | 講談社                 | 博集天卷 | 博集天卷               |
| 卷數 | 發售日期      | ISBN                   | 發售日期 | ISBN                   |
| ---- | ------------- | ---------------------- | -------- | ---------------------- |
| 1    | 2020年11月6日 | ISBN 978-4-06-521437-4 | 2025年   | ISBN 978-7-5726-1889-5 |
| 2    | 2021年5月7日  | ISBN 978-4-06-523224-8 | 2025年   | ISBN 978-7-5726-1890-1 |
| 3    | 2021年11月5日 | ISBN 978-4-06-525933-7 | 2025年   | ISBN 978-7-5726-1891-8 |
| 4    | 2022年5月6日  | ISBN 978-4-06-527827-7 | 2025年   | ISBN 978-7-5726-1892-5 |
| 5    | 2022年11月7日 | ISBN 978-4-06-529651-6 | 2025年   | ISBN 978-7-5726-1893-2 |
| 6    | 2023年7月6日  | ISBN 978-4-06-532163-8 | 2025年   | ISBN 978-7-5726-1894-9 |

## 電視劇
改編電視劇於2023年4月3日至5月25日於NHK綜合頻道「夜Drama」時段播出，由佐野勇斗主演，共32集，每集15分鐘。

### 登場人物
- 久我一郎：佐野勇斗[3]
- 五色詩織：八木莉可子[4]
- 護國桃香：北香那
- 護國正弘：本多力
- 五色都：河井青葉
- 五色健：前川泰之
- 馬門紅葉：坂田梨香子
- 古牧京吾：藤原大祐
- 穗波茉莉花：中田久留美
- 栗津明：大津尋葵
- 久我小町：小山紗愛
- 久我文男：石塚陸翔

### 製作團隊
- 原作：雨隠ギド（日语：雨隠ギド）《鄰人似銀河》
- 編劇：三浦有為子、木原梨花、富山亞里紗
- 配樂：小田切大
- 主題曲：有華《HAPPY DATE》
- 攝影：山田尚彌
- 燈光：加藤雄大
- 剪輯：二宮心太
- 導演：岡下慶仁（TV MAN UNION）、熊坂出、國領正行
- 制作統括：谷口卓敬（NHK）、高城朝子（TV MAN UNION）
- 製作人：石井永二（TV MAN UNION）

## 電視動畫
2022年4月27日，宣佈獲改編為將於2023年首播的電視動畫。

### 主題曲
片頭曲となりあわせ
演唱：松本千夏
作詞、作曲：松本千夏，編曲：奈須野新平
片尾曲Near Stella
演唱：五色栞（和久井優）
作詞：工藤寛顯，作曲、編曲：TO-me

### 各話列表
| 話數 | 日文標題 | 中文標題       | 劇本         | 分鏡             | 演出                                                        | 作畫監督 | 总作畫監督 | 首播日期      |
| ---- | -------- | -------------- | ------------ | ---------------- | ----------------------------------------------------------- | --- | ---------- | ------------- |
| 1    |          | 公主與修羅場   | 市川十億衛門 | 木村隆一         | 松本佳久                                                    | 重國浩子、 宍戶久美子、服部益實、松下清志                                                                                              | 大瀧那佳   | 2023年 4月8日 |
| 2    |          | 公主与购物     | 市川十億衛門 | 上田繁           | 岛田浩二                                                    | 岩佐智子、服部益实 宍户久美子、久保山阳子 坪田慎太郎、藤井文乃、加藤真人                                                               | 大瀧那佳   | 4月15日       |
| 3    |          | 公主與爆發     | 森江美咲     | 户户部佐代子     | 鈴木一郎                                                    | 高乘阳子、樱井木之实 森葵、佐藤惠美、藤井文乃                                                                                          | 大瀧那佳   | 4月22日       |
| 4    |          | 公主與天氣     |              | 敷島博英         | 松本佳久                                                    | 、服部益实、宍戸久美子 、晓·火鸟动画制作集团                                                                                           | 大瀧那佳   | 4月29日       |
| 5    |          | 公主與動物園   | 市川十億衛門 | 上原秀明         | 上原秀明                                                    | 岩佐智子、山崎理璃花 佐藤惠美、島崎克實                                                                                                | 大瀧那佳   | 5月6日        |
| 6    |          | 公主與信       | 森江美咲     | 室谷靖           | 森葵                                                        | 佐藤惠美、樋口香住 山崎理璃花、宍戶久美子                                                                                              | 大瀧那佳   | 5月13日       |
| 7    |          | 公主與輕微發燒 |              | 上田繁           | 上田繁                                                      | 富山大輔、大野勉、 島崎克實、、加藤真人 高乘陽子、藤井文乃、森葵、佐藤惠美                                                             | 大瀧那佳   | 5月20日       |
| 8    |          | 公主與聖誕節   | 森江美咲     | 上原秀明、森邦宏 | 鈴木理人、森葵                                              | 富山大輔、松下純子 重松佐和子、宍戶久美子 服部益實、松下清志、飯飼一幸 加藤真人、森葵、佐藤惠美                                        | 大瀧那佳   | 5月27日       |
| 9    |          | 公主與溫泉     |              | 森邦宏           | 森邦宏                                                      | 岩佐智子、服部憲知 坪田慎太郎、河原久美子 久保山陽子、松下清志、藤井文乃                                                               | 大瀧那佳   | 6月3日        |
| 10   |          | 公主與家庭會議 | 上原秀明     | 上原秀明         | 高乘陽子、島崎克實、山崎理璃花 大野勉、櫻井木之實、藤井文乃 | 6月10日 | 大瀧那佳   |               |
| 11   |          | 久我與拔刺     | 森江美咲     | 森葵             | 森葵                                                        | 佐藤惠美、樋口香住 山崎理璃花、森葵、鈴木理人                                                                                          | 大瀧那佳   | 6月17日       |
| 12   |          | 公主與煙火     | 市川十億衛門 | 木村隆一         | 松本佳久                                                    | 松下純子、藤井文乃、島崎克實 富山大輔、、松下清志 宍戶久美子、樋口香住、飯飼一幸 大野勉、服部益實、森葵 佐藤惠美、加藤真人、久保山陽子 | 大瀧那佳   | 6月24日       |

### 播映平台
日本深夜動畫：下文記載的日本国内播放時間使用日本標準時間（UTC+9）表示。因為部分時間标识會採用30小时制，因此請留意这类超过24:00的时间，其實際播放時間為翌日清晨。
| 播映地區                           | 播映平台                           | 播映日期              | 播映時間              | 備註  |
| ---------------------------------- | ---------------------------------- | --------------------- | --------------------- | ----- |
| 臺灣                               | 巴哈姆特動畫瘋                     | 2023年4月8日－6月24日 | 星期六 25:30（UTC+8） |       |
| 臺灣                               | 中華電信MOD                        | 2023年4月8日－6月24日 | 星期六 25:30（UTC+8） |       |
| 臺灣                               | Hami Video                         | 2023年4月8日－6月24日 | 星期六 25:30（UTC+8） |       |
| 臺灣                               | friDay影音                         | 2023年4月8日－6月24日 | 星期六 25:30（UTC+8） |       |
| 臺灣                               | LINE TV                            | 2023年4月8日－6月24日 | 星期六 25:30（UTC+8） |       |
| 臺灣                               | KKTV                               | 2023年4月8日－6月24日 | 星期六 25:30（UTC+8） |       |
| 臺灣                               | MyVideo                            | 2023年4月8日－6月24日 | 星期六 25:30（UTC+8） |       |
| 臺灣                               | CATCHPLAY+                         | 2023年4月8日－6月24日 | 星期六 25:30（UTC+8） |       |
| 香港、澳門、臺灣、馬來西亞、新加坡 | Ani-One中文官方動畫頻道（YouTube） | 2023年4月8日－6月24日 | 星期六 25:30（UTC+8） | [ 6 ] |

## 外部連結
- 漫畫官方網站（日語）
- 電視動畫官方網站（日語）
- 電視動畫的X（前Twitter）（日語）
- 電視劇官方網站（日語）